# Parafia św. Andrzeja Apostoła w Olkuszu
Parafia św. Andrzeja Apostoła w Olkuszu – rzymskokatolicka parafia, położona w dekanacie olkuskim, diecezji sosnowieckiej, metropolii częstochowskiej w Polsce, erygowana w 1184 roku.
W latach pięćdziesiątych XX w. w kościele parafialnym służył jako ministrant Tadeusz Rydzyk.

## Proboszczowie

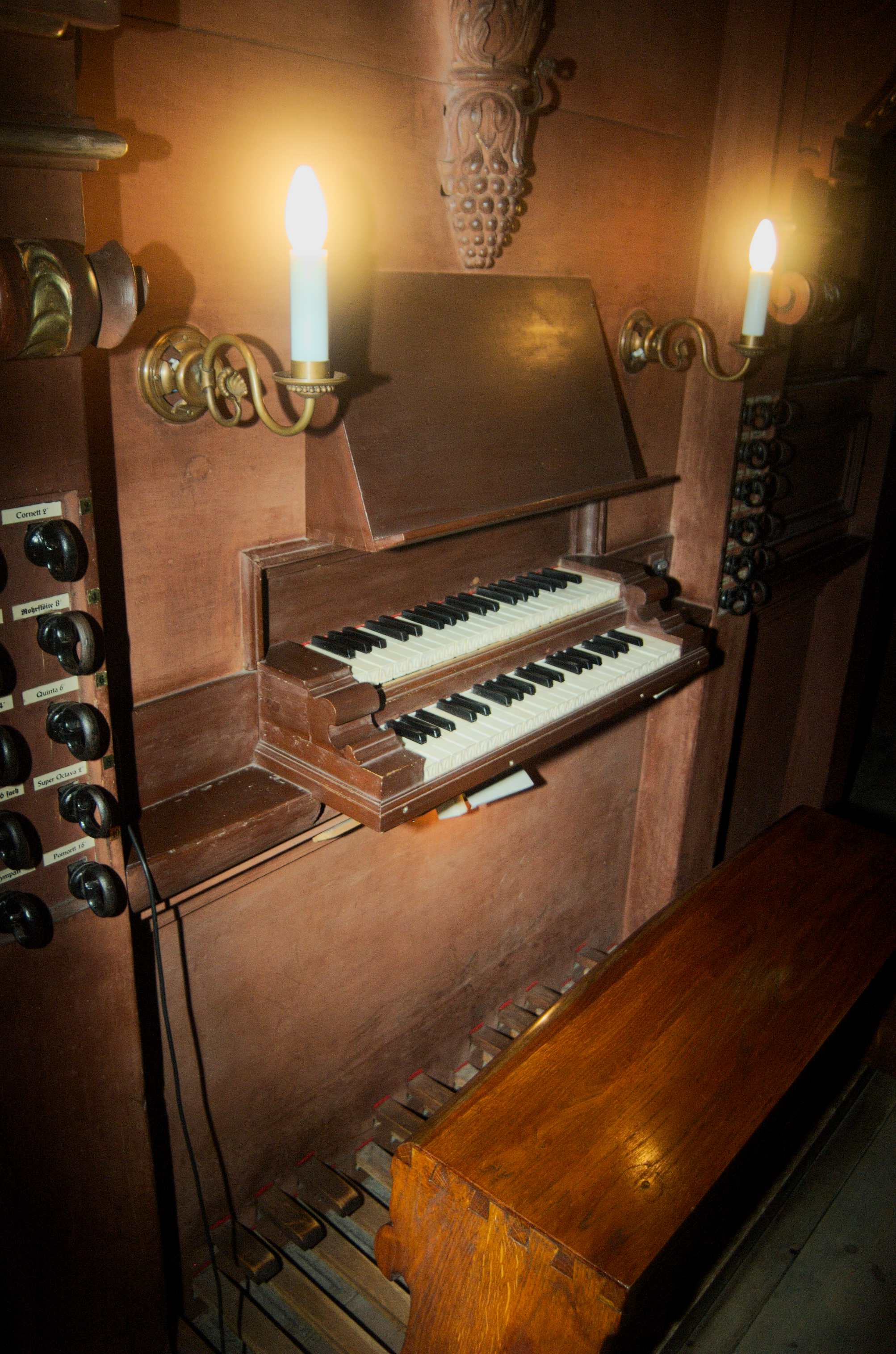
Organy Hummla

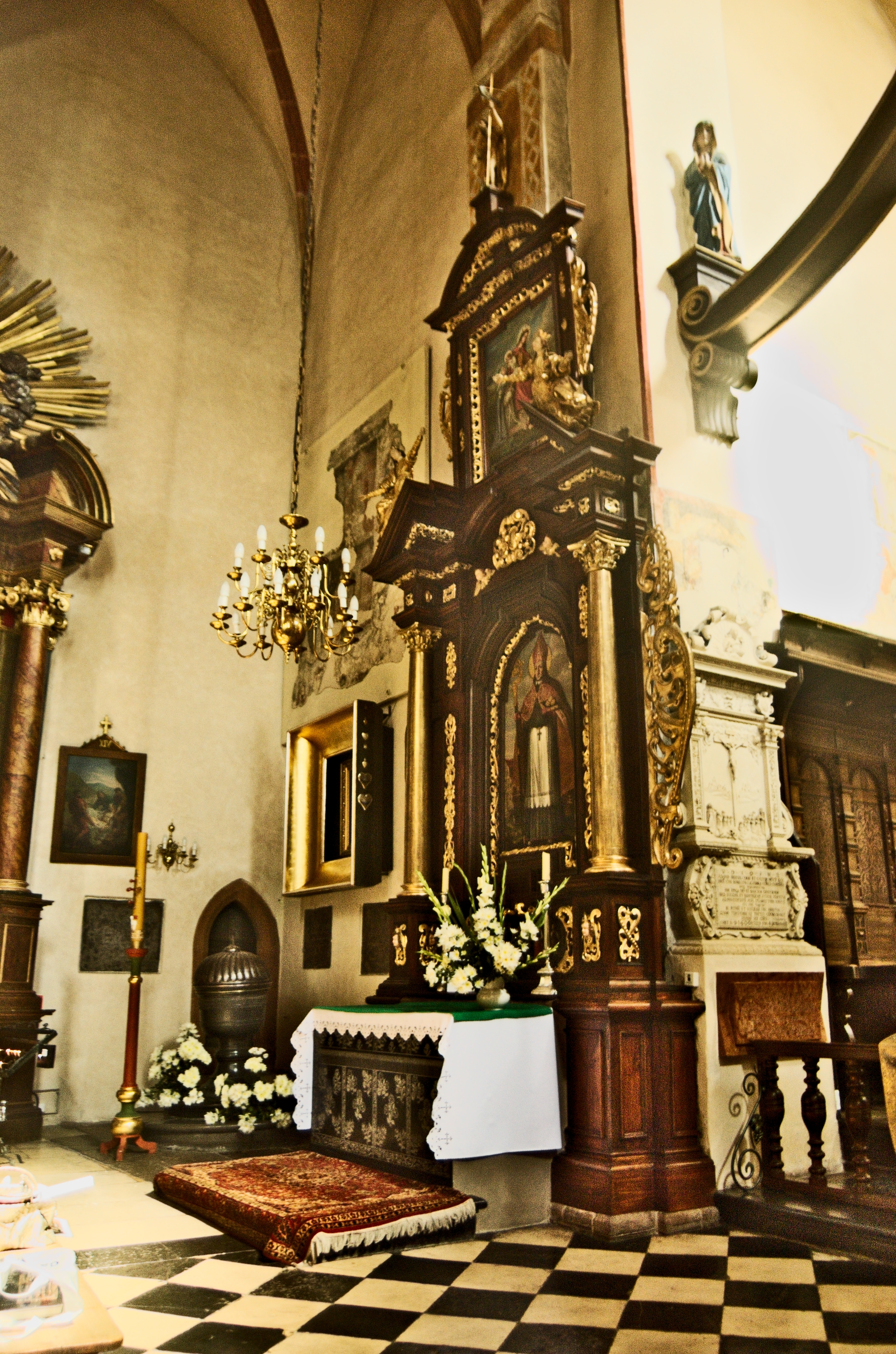
Ołtarz boczny

- ks. Stanisław Stantko[1]
- św. Jan Kanty[2]
- ks. Józef Kalasanty Ćwikliński[1]
- ks. Władysław Kauczyński[1]
- ks. Marcin Smółka[1]
- ks. Paweł Tomasz Marcin Frelek[1]
- ks. Piotr Mączka[1]
- ks. Jan Podkopał[1]
- ks. Andrzej Marchewka[1]
- ks. Lucjan Czechowski[1]
- ks. Stefan Rogula[1]
- ks. Mieczysław Miarka (?–2025)[3]
- ks. Mariusz Karaś (2025– )[4]